# Rivière Nicolet Sud-Ouest
Der Rivière Nicolet Sud-Ouest ist ein linker Nebenfluss des Rivière Nicolet in den Verwaltungsregionen Centre-du-Québec und Estrie der kanadischen Provinz Québec.

## Flusslauf
Der Rivière Nicolet Sud-Ouest entspringt 25 km östlich von Asbestos. Er fließt in westnordwestlicher Richtung nördlich an Asbestos vorbei. Weitere Orte am Flusslauf sind Kingsey Falls, Notre-Dame-du-Bon-Conseil, Sainte-Brigitte-des-Saults und La Visitation-de-Yamaska. Am östlichen Ortsrand von Nicolet mündet der Rivière Nicolet Sud-Ouest in den Rivière Nicolet, lediglich 5 km vor dessen Mündung in den Sankt-Lorenz-Strom. Der Rivière Nicolet Sud-Ouest hat eine Länge von etwa 150 km. Das Einzugsgebiet erstreckt sich über ungefähr 1560 km². Der mittlere Abfluss beträgt 23 m³/s.

## Wasserkraftnutzung
Algonquin Power Fund betreibt bei Sainte-Brigitte-des-Saults ein Laufwasserkraftwerk (⊙) mit einer Leistung von 4,5 MW.